# Sorans-lès-Breurey
Sorans-lès-Breurey település Franciaországban, Haute-Saône megyében. Lakosainak száma 433 fő (2022. január 1.). Sorans-lès-Breurey Trésilley, Aulx-lès-Cromary, Boult, Cromary, Montarlot-lès-Rioz, Neuvelle-lès-Cromary, Perrouse és Voray-sur-l’Ognon községekkel határos.

## Népesség
A település népessége az elmúlt években az alábbi módon változott:
| Lakosok száma | 423  | 432  | 443  | 441  | 458  | 462  | 462  | 447  | 433  |
|               | 2013 | 2015 | 2016 | 2017 | 2018 | 2019 | 2020 | 2021 | 2022 |